# طوفان (ترانه ایمجین درگنز)
«تندر» تک‌آهنگی از ایمجین دراگنز است که در ۲۷ آوریل ۲۰۱۷ منتشر شد.
این تک‌آهنگ در چارت‌های جمهوری چک و لاتویا در رتبه اول و در چارت‌های کانادا، ایتالیا، والونیا، لهستان، استرالیا، سوئیس، نیوزلند، اتریش، فلاندرز، جزو ده ترانه اول قرار گرفت.